# Kanton Ensisheim
Der Kanton Ensisheim ist seit 1790 ein französischer Wahlkreis in den Arrondissements Colmar-Ribeauvillé und Thann-Guebwiller im Département Haut-Rhin und in der Region Grand Est.

## Geschichte
Der Kanton wurde am 4. März 1790 im Zuge der Einrichtung der Départements als Teil des damaligen Distrikts Colmar gegründet. Mit der Gründung der Arrondissements am 17. Februar 1800 wurde der Kanton als Teil des damaligen Arrondissements Colmar neu zugeschnitten. Von 1871 bis 1919 war das Gebiet Teil des damaligen Kreises Gebweiler, zu dem es keine weitere Untergliederung gab. Am 28. Juni 1919 wurde der Kanton Teil des Arrondissements Guebwiller. Am 22. März 2015 wurde der Kanton vergrößert.
Siehe auch: Geschichte Département Haut-Rhin und Geschichte Arrondissement Guebwiller.

## Geografie
Der Kanton grenzte bis 2014 im Norden an die Kantone Colmar-Sud und Neuf-Brisach im Arrondissement Colmar, im Osten an Deutschland mit dem Landkreis Breisgau-Hochschwarzwald im Regierungsbezirk Freiburg (Baden-Württemberg), im Süden an die Kantone Illzach und Wittenheim, beide im Arrondissement Mulhouse, im Südwesten an den Kanton Cernay im Arrondissement Thann und im Westen an die Kantone Soultz-Haut-Rhin und Rouffach.
Seit der Neuorganisation der Kantone im März 2015 grenzt der Kanton im Nordwesten und Norden an den Kanton Colmar-2 und das Département Bas-Rhin, im Osten an Deutschland, im Süden an den Kanton Rixheim, im Südwesten an den Kanton Wittenheim sowie im Westen an die Kantone Guebwiller und Wintzenheim.
Keine der bisherigen Gemeinden des Kantons wechselte zu anderen Kantonen. Hinzu kamen 22 Gemeinden aus anderen Kantonen. Diese 22 Gemeinden gehörten bis 2015 zu den Kantonen Neuf-Brisach (alle 16 Gemeinden) und Andolsheim (6 der 18 Gemeinden).

## Gemeinden
Der Kanton besteht aus 38 Gemeinden mit insgesamt 50.379 Einwohnern (Stand: 1. Januar 2022) auf einer Gesamtfläche von 466,01 km²:
| Gemeinde           | Elsässisch  | Deutsch        | Einwohner (2022) | Fläche (km²) | Code postal | Code Insee | Arrondissement     |
| ------------------ | ----------- | -------------- | ---------------- | ------------ | ----------- | ---------- | ------------------ |
| Algolsheim         | Àlgelse     | Algolsheim     | 1.132            | 7,22         | 68600       | 68001      | Colmar-Ribeauvillé |
| Appenwihr          | Àppewihr    | Appenweiher    | 585              | 7,72         | 68280       | 68008      | Colmar-Ribeauvillé |
| Artzenheim         | Ààrze       | Arzenheim      | 859              | 9,69         | 68320       | 68009      | Colmar-Ribeauvillé |
| Balgau             | Bàlgäu      | Balgau         | 940              | 9,49         | 68740       | 68016      | Colmar-Ribeauvillé |
| Baltzenheim        | Bàlze       | Balzenheim     | 563              | 6,52         | 68320       | 68019      | Colmar-Ribeauvillé |
| Biesheim           | Biese       | Biesheim       | 2.519            | 16,55        | 68600       | 68036      | Colmar-Ribeauvillé |
| Biltzheim          | Bìlze       | Bilzheim       | 483              | 7,15         | 68127       | 68037      | Thann-Guebwiller   |
| Blodelsheim        | Blodelse    | Blodelsheim    | 1.959            | 20,69        | 68740       | 68041      | Colmar-Ribeauvillé |
| Dessenheim         | Dassene     | Dessenheim     | 1.441            | 19,16        | 68600       | 68069      | Colmar-Ribeauvillé |
| Durrenentzen       | Dìrrenanze  | Dürrenenzen    | 1.059            | 6,22         | 68320       | 68076      | Colmar-Ribeauvillé |
| Ensisheim          | Anze        | Ensisheim      | 7.362            | 36,59        | 68190       | 68082      | Thann-Guebwiller   |
| Fessenheim         | Fassene     | Fessenheim     | 2.335            | 18,40        | 68740       | 68091      | Colmar-Ribeauvillé |
| Geiswasser         | Geisswàsser | Geisswasser    | 329              | 8,24         | 68600       | 68104      | Colmar-Ribeauvillé |
| Heiteren           | Haitre      | Heiteren       | 1.068            | 22,40        | 68600       | 68130      | Colmar-Ribeauvillé |
| Hettenschlag       | Hetteschlàg | Hettenschlag   | 346              | 7,71         | 68600       | 68136      | Colmar-Ribeauvillé |
| Hirtzfelden        | Hìrzfalde   | Hirzfelden     | 1.288            | 22,10        | 68740       | 68140      | Colmar-Ribeauvillé |
| Kunheim            | Kuene       | Kunheim        | 1.857            | 11,75        | 68320       | 68172      | Colmar-Ribeauvillé |
| Logelheim          | Logele      | Logelnheim     | 950              | 4,33         | 68280       | 68189      | Colmar-Ribeauvillé |
| Meyenheim          | Maiene      | Meienheim      | 2.017            | 12,78        | 68890       | 68205      | Thann-Guebwiller   |
| Munchhouse         | Mìnkhüse    | Münchhausen    | 1.538            | 24,05        | 68740       | 68225      | Colmar-Ribeauvillé |
| Munwiller          | Munwiller   | Munweiler      | 456              | 6,74         | 68250       | 68228      | Thann-Guebwiller   |
| Nambsheim          | Nàmbse      | Nambsheim      | 578              | 10,03        | 68740       | 68230      | Colmar-Ribeauvillé |
| Neuf-Brisach       | Nej-Brisàch | Neu-Breisach   | 1.944            | 1,33         | 68600       | 68231      | Colmar-Ribeauvillé |
| Niederentzen       | Neederanze  | Niederenzen    | 807              | 8,81         | 68127       | 68234      | Thann-Guebwiller   |
| Niederhergheim     | Neederherge | Niederhergheim | 1.169            | 12,51        | 68127       | 68235      | Thann-Guebwiller   |
| Oberentzen         | Oweranze    | Oberenzen      | 711              | 8,81         | 68127       | 68241      | Thann-Guebwiller   |
| Oberhergheim       | Owerherge   | Oberhergheim   | 1.307            | 19,86        | 68127       | 68242      | Thann-Guebwiller   |
| Obersaasheim       | Owersààse   | Obersaasheim   | 1.039            | 12,88        | 68600       | 68246      | Colmar-Ribeauvillé |
| Réguisheim         | Rexe        | Regisheim      | 2.036            | 23,87        | 68890       | 68266      | Thann-Guebwiller   |
| Roggenhouse        | Roggehüse   | Roggenhausen   | 463              | 6,45         | 68740       | 68281      | Colmar-Ribeauvillé |
| Rumersheim-le-Haut | Rümersche   | Rumersheim     | 1.052            | 16,67        | 68740       | 68291      | Colmar-Ribeauvillé |
| Rustenhart         | Reschehart  | Rüstenhart     | 964              | 12,22        | 68740       | 68290      | Colmar-Ribeauvillé |
| Urschenheim        | Ürsche      | Urschenheim    | 796              | 6,42         | 68320       | 68345      | Colmar-Ribeauvillé |
| Vogelgrun          | Vogelgrien  | Vogelgrün      | 630              | 5,03         | 68600       | 68351      | Colmar-Ribeauvillé |
| Volgelsheim        | Volgelse    | Volgelsheim    | 2.714            | 8,64         | 68600       | 68352      | Colmar-Ribeauvillé |
| Weckolsheim        | Wackelse    | Weckolsheim    | 719              | 6,93         | 68600       | 68360      | Colmar-Ribeauvillé |
| Widensolen         | Widsole     | Wiedensohlen   | 1.208            | 10,67        | 68320       | 68367      | Colmar-Ribeauvillé |
| Wolfgantzen        | Wolfgàntze  | Wolfganzen     | 1.156            | 9,38         | 68600       | 68379      | Colmar-Ribeauvillé |
| Kanton Ensisheim   | Anze        | Ensisheim      | 50.379           | 466,01       | -           | 6806       | -                  |

Bis zur landesweiten Neuordnung der französischen Kantone im März 2015 gehörten zum Kanton Ensisheim die 16 Gemeinden Biltzheim, Blodelsheim, Ensisheim, Fessenheim, Hirtzfelden, Meyenheim, Munchhouse, Niederentzen, Niederhergheim, Oberentzen, Oberhergheim, Pulversheim, Réguisheim, Roggenhouse, Rumersheim-le-Haut und Rustenhart. Sein Zuschnitt entsprach einer Fläche von 266,24 km2.

## Politik
Im 1. Wahlgang am 22. März 2015 erreichte keines der vier Wahlpaare die absolute Mehrheit. Bei der Stichwahl am 29. März 2015 gewann das Gespann Michel Habig/Betty Muller (beide UD) gegen Cassandra Rotily/José Sanjuan (beide FN) mit einem Stimmenanteil von 57,36 % (Wahlbeteiligung:53,33 %).
Seit 1945 hat der Kanton folgende Abgeordnete im Rat des Départements:
| Vertreter im conseil général des Départements | Vertreter im conseil général des Départements | Vertreter im conseil général des Départements |
| Amtszeit                                      | Name                                          | Partei                                        |
| --------------------------------------------- | --------------------------------------------- | --------------------------------------------- |
| 1945–1973                                     | Georges Bourgeois                             | sechs verschiedene gaullistische Parteien     |
| 1973–1983                                     | Eugène Spiess                                 | CDS, danach UDF-CDS                           |
| 1983–1988                                     | Louis Egloff                                  | UDF-CDS                                       |
| 1988–1992                                     | Vincent Birr                                  | PS                                            |
| 1992–2015                                     | Michel Habig                                  | RPR, danach UMP                               |
| 2015–                                         | Michel Habig Betty Muller                     | Union de la droite                            |